# Operation Flashpoint: Red River
Operation Flashpoint: Red River est un jeu vidéo de tir tactique développé et édité par Codemasters, sorti en 2011 sur Windows, PlayStation 3 et Xbox 360.

## Trame
L'Asie centrale connait une période troublée avec la présence et la montée en puissance de plusieurs groupes djihadistes; au nombre desquels le Mouvement islamique du Turkestan oriental (MITO), basé au Tadjikistan, qui lutte contre le régime communiste chinois. Décidé à donner une leçon, Pékin a fait arrêter et fusiller les principaux dirigeants du MITO; en représailles, les terroristes ont attaqué en 2012 les Jeux olympiques de Londres, massacrant les athlètes chinois. 
Rejoints par des insurgés en provenance d'Afghanistan, le MITO déclenche une guerre civile au Tadjikistan qui déborde sur l'Afghanistan et les troupes américaines stationnée dans le pays, poussant Washington à intervenir et à commencer à déployer ses troupes ; parmi lesquelles l'escouade Outlaw du joueur, qui doit neutraliser les positions-clés de l'organisation. Cependant, à la suite du massacre de ses athlètes, la Chine décide d'une riposte militaire contre le MITO et l'Armée populaire de libération envahit le Tadjikistan. Les Marines se retrouvant isolés, ils mènent une guérilla contre l'invasion chinoise le temps pour l'Armée américaine d'envoyer des renforts suffisants que pour repousser l'APL.

## Accueil
- Jeuxvideo.com : 14/20 (PS3/X360)[1] - 13/20 (PC)[2]